# 東山翔
東山 翔（ひがしやま しょう）は、日本の漫画家、音楽家。他にQuasar名義でジャズ系の作曲家、編曲家としても活動している。男性。

## 概要

### 漫画家としての活動
『COMIC LO』（茜新社）2006年9月号に掲載された『妹ビデオ』でデビューして以降、ほぼ一貫して『COMIC LO』で作品を発表し続けている。
一般向けの仕事としては、芳文社の百合アンソロジーコミックである『つぼみ』に、『prism』という作品を不定期で連載していた。しかし、作品の一部にウェブ上の写真に類似した絵が使用されていたことがわかり、編集部による事実関係確認のため休載となった。
他に、東浩紀を中心として設立された合同会社コンテクチュアズ（現・株式会社ゲンロン）の公式マスコットキャラクターである「むりゃかみゆう」をデザインしており、それに伴い、同社会員向けのグッズや会報の表紙のデザインも手がけている。
『COMIC LO』で2013年7月号から連載していた『Implicity』はメディアバンク、QueenBeeレーベルにより一部アニメ化。2017年12月号の最終話掲載後、第38回日本SF大賞（エントリー期間=2017年9月1日〜10月31日）にエントリーされた。

### 音楽家としての活動
ジャズ系音楽家として様々なアーティストの作品などに参加している。また、自主レーベル「moonspeaks」を立ち上げており、自身の作品を発表している。

## 作品リスト

### 単行本
成人向け
1. 『Stand By Me』 （2007年12月27日発売[5]、茜新社〈TENMACOMICS LO #48〉、ISBN 978-4-87182-962-5）
2. 『Gift』 （2008年11月27日発売[6]、茜新社〈TENMACOMICS LO #63〉、ISBN 978-4-86349-040-6）
3. 『Japanese Preteen Suite』 （2010年3月26日発売[7]、茜新社〈TENMACOMICS LO #82〉、ISBN 978-4-86349-140-3）
4. 『Nymphodelic』 （2013年4月26日発売[8]、茜新社〈TENMACOMICS LO #133〉、ISBN 978-4-86349-355-1）
5. 『Implicity』 （2017年2月25日発売[9]、茜新社〈TENMACOMICS LO #208〉、ISBN 978-4-86349-610-1）
6. 『Implicity2』 （2018年1月27日発売[10]、茜新社〈TENMACOMICS LO #226〉、ISBN 978-4-86349-685-9）
7. 『ガールラヴ・ダイアリー』（2019年5月28日発売[11]、茜新社〈TENMACOMICS LO #252〉、ISBN 978-4-86349-768-9）

一般向け
- 『prism 1』 （2012年4月12日発売[12]、芳文社〈まんがタイムKRコミックスつぼみシリーズ〉、絶版、ISBN 978-4-8322-4140-4）

### アニメ化作品
- 『Implicity Ⅰ』 （2017年9月22日発売[13]、メディアバンク〈QueenBee〉、QNB-M040、JAN 4539310702039）
- 『Implicity Ⅱ』 （2017年11月24日発売[14]、メディアバンク〈QueenBee〉、QNB-M043、JAN 4539310702114）

### イラスト
- 『morning view』 （鬼束直、2014年3月28日発売[15]、茜新社〈TENMACOMICS LO #150〉、ISBN 978-4-86349-418-3） カバーイラスト彩色を担当
- 『ハメ好きっず』 （ザキザラキ、2015年8月27日発売[16]、茜新社〈TENMACOMICS LO〉、ISBN 978-4-86349-526-5） カバーイラスト彩色を担当
- 『ディスクロニアの鳩時計 午前の部』 （海猫沢めろん、2015年11月[17]、ゲンロン〈ゲンロンSF文庫〉、電子書籍のみ、ASIN B07F9JHVNM） 挿絵担当
- 『ワールド・イズ・ユアーズ』 （ハハノシキュウ、2019年4月17日発売[18]、星海社〈星海社FICTIONS〉、ISBN 978-4-06-513426-9） 装画担当
- 『東京ロリンピック』 （左カゲトラ主宰の合同誌、2020年5月4日発売[19]、ツマサキレーベル） 裏表紙イラスト

### 音楽作品
- V.A. - Beautiful Field（2007年11月28日、Aicube Music、aicube101）
  - 5. Love Theme From Spartacus
  - 13. Birds’ Element
- Andrew J & Kaltenecker - Melodies 日本盤（2008年3月26日、INFAS MUSIC、INFAS-001）
  - 15. Come On (Quasar Remix)
- V.A. - Ghibli of Life（2008年9月24日、INFAS MUSIC、INFAS-0005）
  - 7. 人生のメリーゴーランド（Q's Astrolabe ReMix）
- Elect-LO-nica Compilation（2011年1月20日、Bunkai-Kei records、BK-K 010、カバーイラスト担当）[20][21]
  - 8. Precocious:10~12（Improvisation） ： Quasar
  - 17. Lost ： Quasar
- Impedense - Space In Between（2012年5月28日、undertow recordings）
  - 5. Prism リミックス
- V.A. - Beautiful Field -Revisited- （2012年6月13日、INFAS MUSIC）
  - 15. Time Flies
- Doublespeak - 1985 (2014年12月26日、undertow recordings、編曲)
  - 7. Shamanic Dance
- Quasar - Implicity EP (2018年1月19日、moonspeaks)[22][23]